# Franco Tassi
Franco Tassi (Roma, 1938) è un biologo, entomologo e scrittore italiano.

## Biografia

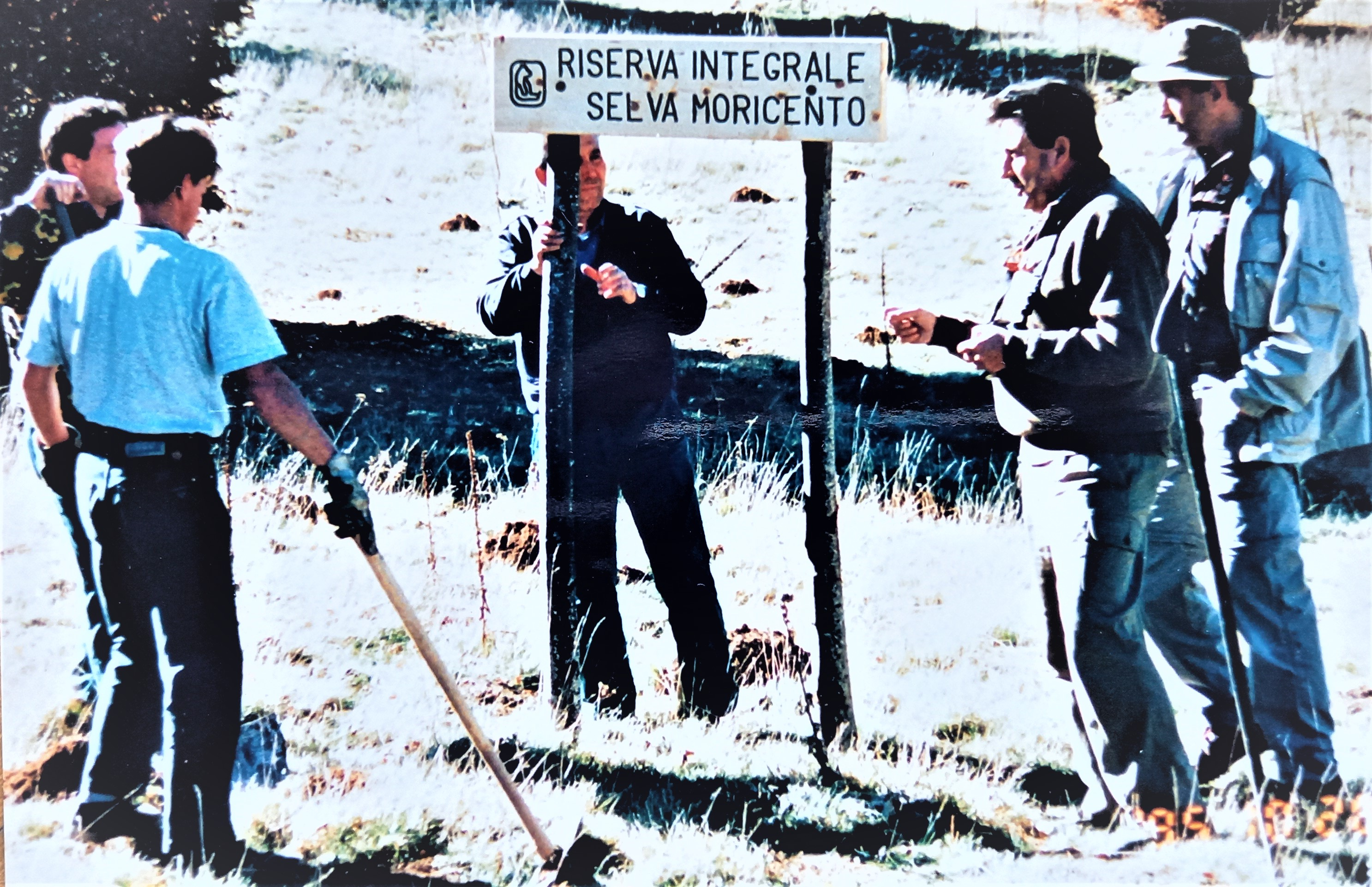
Impianto segnaletica della programmata riserva integrale Selva Moricento (a destra Franco Tassi)

Si laurea in Giurisprudenza nel 1962 e successivamente in Scienze Biologiche.
Già docente di ecologia applicata alla facoltà di Veterinaria dell'Università di Napoli e di conservazione della natura all'Università di Camerino facoltà di Scienze Biologiche, dal 1967, e per oltre un ventennio, è stato tra i membri del Consiglio nazionale del WWF Italia, mentre nel 1977 è stato il promotore (e ne è, ancora oggi, il coordinatore) del Comitato parchi nazionali e riserve analoghe che,  patrocinato dai Ministeri dell'Ambiente (dal 1987) e della Marina mercantile (dal 1988), raggruppa i responsabili di tutti i parchi nazionali. È noto soprattutto per essere stato direttore del Parco nazionale d'Abruzzo, Lazio e Molise per oltre trenta anni, dal 1969 al 2002.
Sotto la sua direzione, nel Parco abruzzese sono stati realizzati importanti interventi, tra i quali l'ampliamento del territorio protetto e l'istituzione della Zona di protezione esterna, che hanno rappresentano una netta discontinuità con le precedenti politiche di amministrazione, e che sono andate nella direzione di una tutela ambientale anche associata ad uno sviluppo delle arti, dei mestieri e delle costruzioni tradizionali come elemento di armonizzazione del tessuto socioeconomico dell'area protetta. Tale modello è venuto alla ribalta internazionale, in particolare negli anni Ottanta, per l'inaspettato indotto che vantavano i piccoli paesi del Parco.
Secondo una tesi del 1998, per via di una gestione pragmatica, anche rivolta alla demolizione delle costruzioni abusive realizzate negli anni della speculazione edilizia, registratasi nel Parco Nazionale d'Abruzzo negli anni Sessanta, Franco Tassi sarebbe stato «l'uomo più denunciato d'Italia», con all'attivo (dato riferito al 1997) oltre 800 procedimenti giudiziari.
Autore di numerose pubblicazioni di carattere sia scientifico sia divulgativo sulle tematiche dell'ambiente e della conservazione della natura, si ricorda il lungo sodalizio formato con Fulco Pratesi per la stesura dei volumi monografici della nota collana Guida alla natura d'Italia edita dalla Arnoldo Mondadori.

## Questioni giudiziarie
Nel 2002 il Consiglio di amministrazione dell'Ente Parco lo ha rimosso dal ruolo, poiché sarebbe venuto meno il rapporto fiduciario in relazione ad un'indagine della magistratura legata al ritrovamento di alcune microspie nella sala delle riunioni del Parco stesso. L'accusa, tuttavia, si è dimostrata infondata.
È stato invece condannato a due anni di reclusione per peculato dal Tribunale dell'Aquila, e per danno d'immagine dalla Corte dei Conti. Il collegio giudicante ha confermato la condanna ritenendo che sussistessero i criteri applicati dal primo giudice “quali, la particolare qualifica apicale posseduta dall’interessato, al momento della commissione dell’illecito; il notevole grado di disvalore sociale, connesso al delitto di peculato, che fu agevolato dalla totale confusione dei conti dell’Ente Parco; il riflesso negativo sui cittadini-utenti della disinvoltura con cui si utilizza il denaro pubblico, che ingenera – inevitabilmente – la convinzione dell’insensibilità e superficialità degli Organi apicali delle Istituzioni all’uso del denaro pubblico medesimo.”. Il risarcimento stabilito dai giudici è stato quantificato in 245.363,04 euro per spese ritenute illecite quali il finanziamento al Comitato Parchi, utilizzo improprio dell'appartamento di proprietà dell'ente, spese di missione e utilizzo delle carte di credito dell'ente.

## Pubblicazioni principali
- Guida alla natura di Lazio e Abruzzo, con F. Pratesi, ed. Arnoldo Mondadori Editore, Milano 1972.
- Guida alla natura d'Italia, con F. Pratesi e G. Farneti, ed. Arnoldo Mondadori Editore, Milano 1974 (III ed.).
- Guida alla natura in Sicilia, con F. Pratesi, ed. Arnoldo Mondadori Editore, Milano 1974.
- Parchi nazionali e riserve naturali, ed. FrancoAngeli, Milano 1976.
- Guida alla natura della Toscana e dell'Umbria, con F. Pratesi, ed. Arnoldo Mondadori Editore, Milano 1976.
- Guida alla natura della Sardegna, con F. Pratesi, ed. Arnoldo Mondadori Editore, Milano 1977.
- Guida alla natura della Puglia, Basilicata e Calabria, con F. Pratesi, ed. Arnoldo Mondadori Editore, Milano 1979.
- Parchi nazionali, ed. La nuova Italia, Firenze 1979.
- Animali in estinzione, ed. Ist. Geografico De Agostini, Novara 1980.
- Il Parco Nazionale d'Abruzzo, ed. Giunti, Firenze 1984.
- Fauna dell'Appennino, ed. Giunti, Firenze 1984.
- Parchi naturali nel mondo, ed. Ist. Geografico De Agostini, Novara 1985.
- Aree protette d'Italia, ed. Ist. Geografico De Agostini, Novara 1987.
- Orso vivrai!, ed. Arnoldo Mondadori Editore, Milano 1990.
- Animali a rischio, ed. Giorgio Mondadori Editore, Milano 1990
- Parco Nazionale d’Abruzzo, con Fulco Pratesi, ed. Carsa, Pescara 1998
- Fauna appenninica, ed. Il Coscile, Castrovillari 2009
- Lupus in fabula, ed. Stella Mattutina, Firenze 2016-2021
- Alberi Sacri, ed. Stella Mattutina, Firenze 2017
- Misteriosa Lince, ed. Stella Mattutina, Firenze 2018
- Il Diritto all’Ambiente, con Paolo Maddalena, ed. La scuola di Pitagora, Napoli 2019
- Orso Marsicano, Moroni editore, Grosseto 2019
- Camoscio d’Abruzzo, Moroni editore, Grosseto 2019
- Animali Misteriosi, ed. Stella Mattutina, Firenze 2019
- Alla scoperta dei  Patriarchi Arborei, con Margherita Tassi, ed. Stella Mattutina, Firenze 2019
- Avventura Parco, ed. Stella Mattutina, Firenze 2020
- Sicilia Vulcanica, con Carmelo Nicoloso, Moroni editore, Grosseto 2020
- Nel Mondo degli Insetti, ed. Stella Mattutina, Firenze 2021